# AB Karta & Oaxens Kalkbruk
AB Karta & Oaxens Kalkbruk var en tidigare tillverkare av kalk- och murbruksprodukter. Brytning av kalk på de i Himmerfjärden belägna öarna Karta och Oaxen inleddes på 1830-talet, respektive 1850-talet. Aktiebolaget Karta & Oaxens Kalkbruk bildades 1896. Företaget kom att vara dotterbolag till AB Iföverken mellan åren 1937 och 1969, då verksamheten inordnades i den då nybildade Cementa-koncernen.

## Historik

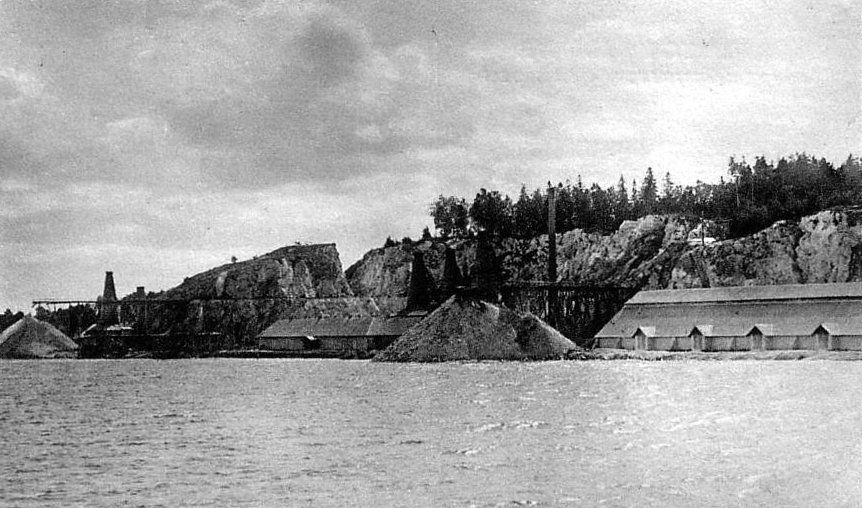
Oaxens kalkbruk.

### Karta kalkbruk grundas
På den lilla trädlösa ön Karta, som ligger mitt i Himmerfjärden i Sorunda socken, lät den dåvarande ägaren till Fållnäs säteri friherre Carl Henrik Anckarswärd år 1832 på prov uppföra två eller tre primitiva kalkugnar. Försöket föll ut väl, och året därpå producerades 1650 ton bränd kalk vid kalkbruket. För avsättningen av brukets produkter uppfördes nu ett kalkskjul vid Klara sjö inne i Stockholm. En med ångmaskin driven bogserbåt vid namn Engelbrekt införskaffades även för att tillgodose de nödvändiga sjötransporterna av brukets produkter liksom av bränsle till ugnarna och livsförnödenheter för manskapet. 1865 förvärvade friherre Knut Bonde Fållnäs, och övertog då samtidigt även den industriella verksamheten vid Karta kalkbruk.

### Karta & Oaxens Kalkbruk
På den större, och en mil norr ut belägna, ön Oaxen hade kalkstensbrytning bedrivits mer sporadiskt sedan åtminstone 1852. Oaxen ingick i Hörningsholms fideikommiss som tillhörde slälkten Bonde, men hade hela tiden varit utarrenderad. Verksamheten hade från mitten av 1860-talet fått en mer industriell karaktär med bland annat flera kalkugnar.
Efter att ha misslyckats med att bilda ett bolag kring kalkbruket på Karta köpte friherre Bonde Oaxens kalkbruk 1868. ”Karta & Oaxens kalkbruk” var därmed grundlagt. Efter friherre Bondes död 1871 övertog hans änka friherrinnan Florence Bonde de två kalkbruken. Hon utökade verksamheten genom förvärv av Liljeholmens kalkbruk vid Årstadal strax utanför Stockholm 1883. Flera kalkbrott köptes även upp i området kring Karta och Oaxen för att förhindra konkurrens. 1891 köptes Bläse kalkbruk på Gotland. Mot bakgrund av denna expansion kunde det lilla kalkbruket på Karta successivt läggas ned från och med år 1888. Den sista arbetsstyrkan lämnade ön 1917.

### Skånska Cement AB köper företaget

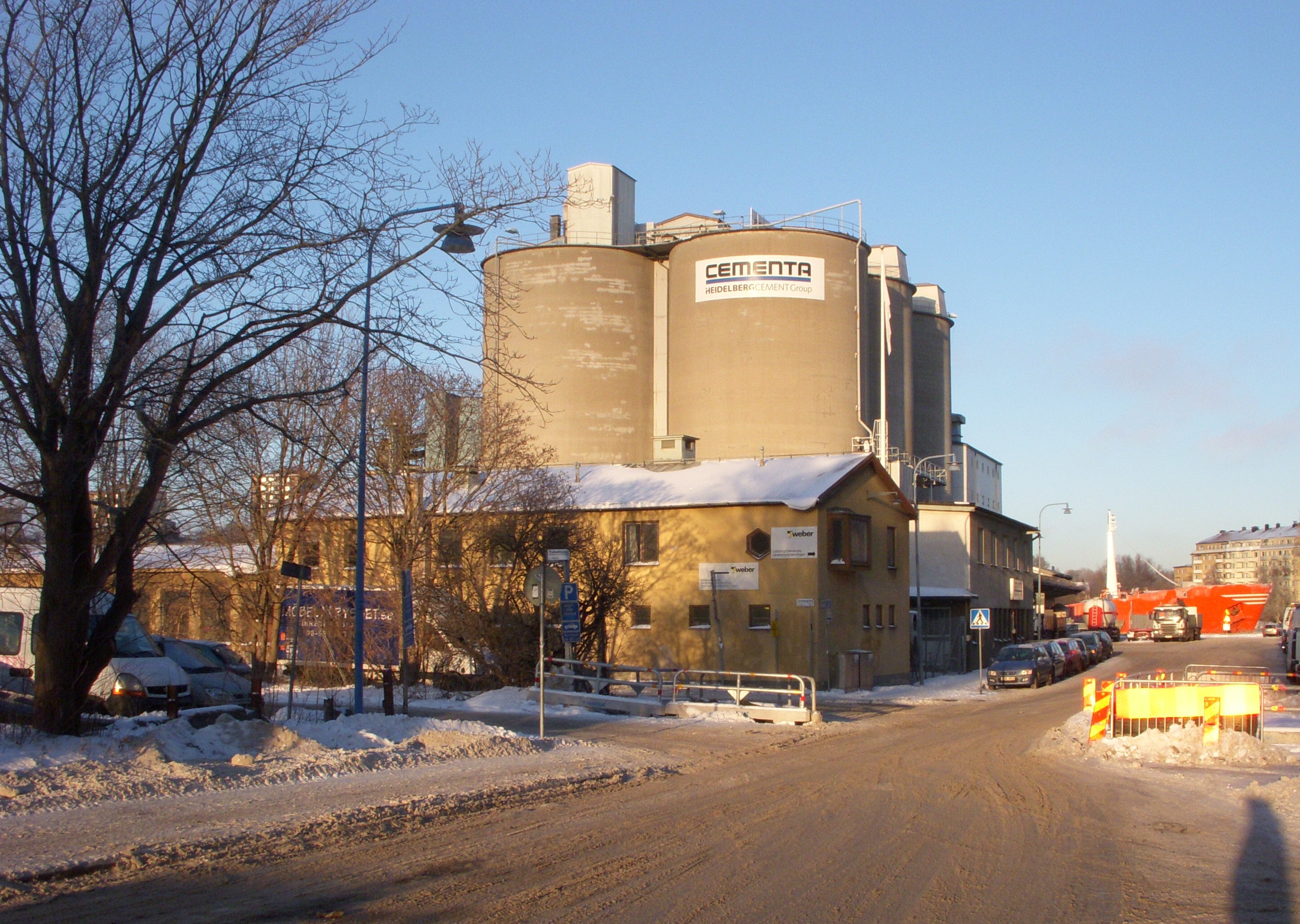
Cementas cementdepå vid Lövholmen, Liljeholmen, var ursprungligen Karta & Oaxens murbruksfabrik etablerad 1947.

AB Karta & Oaxens Kalkbruk bildades 1896. Parallellt med kalkbruksverksamheten hade även en omfattande flotta av pråmar och segelfartyg växt fram. Det egna varvet på Koholmen (även denna ö belägen i Himmerfjärden) byggde i stort sett alla bolagets träpråmar fram till 1917 då det nedlades. En flotta av större och i stål byggda bogserbåtar och pråmar kom därefter främst att göra sig gällande. Rederi AB Nordstjernan förvärvade Karta & Oaxens Kalkbruk 1917. I dess ägo var företaget dock bara fram till 1922 då det efter att ha ombildats året innan såldes till Skånska Cement AB. 1937 blev Karta & Oaxen dotterbolag till AB Iföverken, ett företag där Skånska Cement var huvudintressenten. Året innan hade kalkbruket vid Årstadal/Liljeholmen nedlagts. Tillverkningen kom istället att koncentreras till Oaxen och Bläse. Man övertog även försäljningen av Iföverkens byggnadsmaterial såsom eldfasta tegel och lera. 1939 uppfördes en stor siloanläggning vid Oaxens kalkbruk. Bläse kalkbruk lades ned 1946, även om kalkbrytningen där fortsatte i ytterligare ett tiotal år. 
En ny fabrik för tillverkning av mur- och putsbruk samt en omlastningsstation för cement från Stora Vika cementfabrik uppfördes 1947 på Lövholmen, Liljeholmen (se Cementa, Liljeholmen). 1964 utökades verksamheten med produktion och försäljning av torrbruk. I samband med att verksamheten inom Skånska Cement omorganiserades 1969 bildades Cementa AB bland annat genom att cementproduktion- och försäljning slogs samman med Karta & Oaxens verksamhet. Cementa AB namnändrades 1973 till Industri AB Euroc. En nedläggning av den industriella verksamheten på Oaxen planerades samtidigt, och kunde slutföras vid årsskiftet 1974/75. Den gamla murbruksfabriken, Kronbruksfabriken, på Lövholmen i Stockholm fungerar idag som cementdepå för Cementa, som sedan 1999 ägs av tyska HeidelbergCement AG.

## Verkställande direktörer
- 1917–1927 – Allon de Jounge
- 1927—1945 — Axel Norman
- 1945—1961 — Albert Rothstein